# Fernando Hernández (beisbolista)
Fernando Hernández (Santiago, 16 de junio de 1971) es un ex lanzador dominicano que apareció en dos partidos en Grandes Ligas para los Tigres de Detroit durante la temporada de 1997. Firmado originalmente por los Indios de Cleveland como amateur en 1990, Hernández pasó alrededor de seis años en el sistema de ligas menores hasta que fue seleccionado desde waivers por los Tigres el 18 de septiembre de 1996. Terminó con 0 victorias, 0 derrotas y una efectividad de 40.50.